# Mistrzostwa Świata Strongman 1988
Mistrzostwa Świata Strongman 1988 – doroczne, indywidualne zawody siłaczy.
WYNIKI ZAWODÓW:

Data: 1988 r.

Miejsce: Budapeszt  Węgry
| Miejsce | Zawodnik            | Kraj              | Punkty |
| ------- | ------------------- | ----------------- | ------ |
| 1.      | Jón Páll Sigmarsson | Islandia          | 56     |
| 2.      | Bill Kazmaier       | Stany Zjednoczone | 51     |
| 3.      | Jamie Reeves        | Anglia            | 47     |
| 4.      | Ab Wolders          | Holandia          | 41     |
| 5.      | Ilkka Nummisto      | Finlandia         | 40     |
| 6.      | Joey Quigley        | Australia         | 23     |
| 7.      | Jean-Pierre Brulois | Francja           | 15     |
| 8.      | László Fekete       | Węgry             | 11     |